# Temecula (Californie)
Pour les articles homonymes, voir Temecula.
Temecula est une municipalité américaine du comté de Riverside en Californie située à l'extrême sud-est du Grand Los Angeles. Lors du recensement de 2010, sa population s’élevait à 100 097 habitants, répartie sur un territoire de 78 km2.

## Histoire
Temecula a été fondée en 1859, mais son histoire remonte à un village d'indiens enregistré pour la première fois en 1797 par le père franciscain Juan Norberto de Santiago.
En 1845, alors que la Californie fait toujours partie du Mexique, Temecula Ranch est la première installation cartographiée. La ville grandit au XIXe siècle avec l'établissement d'un bureau de poste sur la liaison postale entre Saint-Louis (Missouri) et San Francisco.
En 1882, le gouvernement établit la réserve indienne de Pechanga à quelques kilomètres au sud de Temecula.
Au XXe siècle la vie à Temecula est dominée par l'élevage et le marché de bovins. Restée très rurale jusqu'aux années 1980, l'urbanisation et l'industrialisation de Temecula commence avec la construction de l'autoroute I-15 reliant le Grand Los Angeles et San Diego.
Depuis les années 1980 la ville profite de sa proximité avec l'agglomération de Los Angeles et diversifie son économie dans le commerce, l'industrie légère et l'alimentaire.
En 1989 le développement immobilier connu sous le nom de Rancho California prédomine et finalement absorbe le vieux Temecula. La même année l'agglomération obtient les droits de cité et adopte le nom de Temecula.

## Géographie
La ville est voisine de la commune de Murrieta au nord et de la réserve indienne de Pechanga au sud.
Selon le bureau du recensement des États-Unis, Temecula a une superficie totale de 78,13 km2, dont 78,09 km2 de terre et 0,042 km2 d'eau (0,05 %).

### Climat
| Mois                              | jan. | fév. | mars | avril | mai  | juin | jui. | août | sep. | oct. | nov. | déc. | année |
| --------------------------------- | ---- | ---- | ---- | ----- | ---- | ---- | ---- | ---- | ---- | ---- | ---- | ---- | ----- |
| Température minimale moyenne (°C) | 4,7  | 5,6  | 7,2  | 8,7   | 11,7 | 13,6 | 16,4 | 16,4 | 14,9 | 11,6 | 7,2  | 4,3  | 10,2  |
| Température maximale moyenne (°C) | 20,8 | 19,8 | 21,9 | 22,7  | 25,5 | 28,3 | 32,2 | 33   | 32,1 | 27,5 | 23,8 | 20,3 | 25,8  |
| Précipitations (mm)               | 65,8 | 94   | 28,7 | 22,9  | 6,4  | 0,8  | 2    | 1,3  | 1,8  | 23,9 | 33,8 | 78   | 359,2 |

| Diagramme climatique                                  |           |             |             |             |             |           |           |             |              |             |           |
| J                                                     | F         | M           | A           | M           | J           | J         | A         | S           | O            | N           | D         |
| 20,84,765,8                                           | 19,85,694 | 21,97,228,7 | 22,78,722,9 | 25,511,76,4 | 28,313,60,8 | 32,216,42 | 3316,41,3 | 32,114,91,8 | 27,511,623,9 | 23,87,233,8 | 20,34,378 |
| Moyennes : • Temp. maxi et mini °C • Précipitation mm |           |             |             |             |             |           |           |             |              |             |           |

## Démographie
| 1980  | 1990   | 2000   | 2010    | 2020    | - |
| ----- | ------ | ------ | ------- | ------- | - |
| 1 783 | 27 099 | 57 716 | 100 097 | 110 003 | - |

## Économie
Parmi les plus importantes entreprises on trouve :
- Abbott Laboratories, un laboratoire pharmaceutique
- Hexfet America, un fabricant de semi-conducteurs
- Outdoor Channel, une chaîne de télévision câblée
- Kaiser Land Development Company, un promoteur immobilier
- Pechanga Resort and Casino, un complexe hôtelier avec casino

Le plus grand employeur est le Temecula Valley School District (enseignement public) avec quelque 2.800 salariés.
Sur la commune de Temecula se trouve la région de production viticole de Temecula Valley.

## Sport
À Temecula se trouve le centre équestre qui doit accueillir les épreuves d'équitation aux Jeux olympiques d'été de 2028 : Galway Downs.

## Jumelages
La ville de Temecula est jumelée avec :
- Leidschendam-Voorburg (Pays-Bas) depuis 1993
- Nakayama (Japon)

## Célébrités
- Le metteur en scène américain Christian Nyby (Perry Mason, Kojak) décéda à Temecula en 1993.
- L'écrivain Erle Stanley Gardner résida jusqu'à sa mort en 1970 à Temecula.
- La coureuse cycliste Sarah Hammer est née à Temecula.
- La catcheuse Christy Hemme est née à Temecula.
- Jerry Yang, le champion de poker, réside à Temecula.
- L'acteur Dean Norris réside à Temecula.
- Le groupe d'horror-punk Kettle Cadaver ainsi que son leader Edwin Borsheim sont originaires de Temecula.
- L'actrice Joanna Pettet réside actuellement à Temecula.
- L’actrice, interprète et auteure-compositrice Olivia Rodrigo est née à Temecula.
- L'auteure-compositrice interprète Tori Kelly est née à Temecula.

## Anecdotes
- Le premier épisode (1966) de la série télévisée américaine Les Envahisseurs a été tourné en partie à Temecula. On y reconnait en particulier l'hôtel "Palomar", toujours en activité.